# Osława
La rivière Osława (all. Oslawa, cz. Oslava, ukr. Ослава) est une rivière du sud-ouest de la Pologne. Son nom vient du mot osła, signifiant "pierre" dans un ancien dialecte slave occidental. Elle prend sa source dans les montagnes de Bieszczady et traverse l'ouest de la région de Sanok. La rivière se jette finalement dans le San à Zasław au nord de Zagórz.

## Affluents principaux
Czarny, Głeboki, Włoszaczycza, Duszatynski, Rzepedz, Czaszynski, Bannicza, Koniow, Ustmikowa, Tarnawka et Osławica.

## Villages
les sections principales ; Maniow, Wola Michowa, Smolnik, Mików, Duszatyn, Balnica, Jawornik, Prełuki, Turzansk, Rzepedz, Szczawne, Kulaszne, Wysoczany, Mokre, Morochów, Tarnawa Góra, Zagórz et Zaslaw.

## Histoire
La rivière de Oslawa doit avoir été une route de commerce importante et  un axe de peuplement humain dès le IXe ou Xe siècle. Durant le XIVe siècle, les premiers barrages ont été construits pour protéger des terres agricoles. Avant la Seconde Guerre mondiale, la ligne de l'Oslawa a été désignée comme "la frontière sauvage" entre Polonais et Lemkos.

## Littérature
- Akta Grodzkie i Ziemskie, Lwów 1868
- prof. Adam Fastnacht: Osadnictwo Ziemi Sanockiej, 1946
- prof. Adam Fastnacht - Slownik Historyczno-Geograficzny Ziemi Sanockiej w Sredniowieczu, Cracovie 2002,  (ISBN 83-88385-14-3)